# Maofelis
Maofelis — викопний базальний рід німравідів із формації Юганво пізнього еоцену в басейні Маомінг, провінція Гуандун, Китай.